# セバスティアン・ロサノ
セバスティアン・ロサノ・エスコバル（Sebastián Rosano Escobar, 1987年5月25日 - ）は、ウルグアイ・リベラ出身の元同国代表サッカー選手。現役時代のポジションはミッドフィールダー。

## 経歴
モンテビデオ・ワンダラーズFCからデビューし、2008年にはイタリアのカリアリ・カルチョにレンタル移籍したが、トップチームではリーグ戦に1試合も出場しなかった。同年にはアルゼンチンのCAティグレにレンタル移籍し、29試合に出場して1得点した。2009年、アルゼンチンのラシン・クラブに完全移籍した。
2017年3月22日、セグンダ・ディビシオン・プロフェシオナルのタクアレンボーFCに加入した。